# Lupinus nepubescens
Lupinus nepubescens är en ärtväxtart som beskrevs av Charles Piper Smith. Lupinus nepubescens ingår i släktet lupiner, och familjen ärtväxter. Inga underarter finns listade i Catalogue of Life.